# Drogön Rechen
Drogön Rechen (tibétain : འགྲོ་མགོན་རས་ཆེན་ ; Wylie : 'gro mgon ras chen, 1148-1218) aussi appelé Drogon Renchen Sonam Drakpa était un lama tibétain de l'école Karma Kagyu du bouddhisme tibétain. 

## Biographie
Il est né dans la région du Tsang, au Tibet central. Dès l'âge de 9 ans, il reçut des enseignements du Dharma du Lama kagyü Sangri Repa. Ce Lama étant tombé gravement, et se sachant mourant, il conseilla à Drögon Rechen de rechercher les enseignements auprès d'un disciple de Milarépa afin d'obtenir l'accomplissement associé à ceux-ci. Drögon Rechen reçut la totalité des enseignements de Milarépa ainsi que les enseignements nyingma issues du maître indien Vimalamitra, et les mettant en pratique, il atteignit de hauts niveaux de réalisation.
Il entendit parler du 1er Karmapa, Düsum Khyenpa comme d'un maître plus âgé et plus expérimenté, et décida d'aller le rencontrer, le percevait comme un pair. Lorsqu'ils se rencontrèrent, le Karmapa montra des pouvoirs miraculeux, supprimant la fierté de Drogön Rechen. Drogön Rechen devint son disciple principal, et ayant reçu le cycle complet des enseignements karma kagyü, il fut un détenteur de lignée du Rosaire d'Or. 
Il eut pour disciple Pomdrakpa, a qui il transmit l’enseignement Kagyupa.
Il a fondé la lignée des Taï Sitoupa.